# Ministère des Affaires sociales (Espagne)
Pour les articles homonymes, voir Ministère des Affaires sociales.
Le ministère des Droits sociaux, de la Consommation et de l'Agenda 2030 (en espagnol : Ministerio de Derechos Sociales, Consumo y Agenda 2030) est le département ministériel responsable du bien-être social et de la stratégie de développement durable en Espagne.
Il est dirigé, depuis le 21 novembre 2023, par Pablo Bustinduy, indépendant proche de Sumar.

## Fonctions

### Missions
Le ministère est chargé de proposer et mettre en œuvre la politique gouvernementale dans les domaines du bien-être social, de la famille, de la protection des mineurs, de la cohésion et de l'attention aux personnes dépendantes ou porteuses de handicap, de jeunesse, ainsi que de la protection des animaux.

### Organisation
Le ministère des Droits sociaux, de la Consommation et de l'Agenda 2030 s'organise de la façon suivante, :
- ministre des Droits sociaux, de la Consommation et de l'Agenda 2030
  - secrétariat d'État aux Droits sociaux
    - direction générale des Droits des personnes en situation de handicap
    - direction générale de la Diversité familiale et des Services sociaux
    - direction générale des Droits des animaux

  - secrétariat général de la Consommation et des Jeux
    - direction générale de la Consommation
    - direction générale de la Réglementation des jeux

  - sous-secrétariat des Droits sociaux, de la Consommation et de l'Agenda 2030
    - secrétariat général technique

  - direction générale de l'Agenda 2030

## Histoire
Le 4 juillet 1977, dans le cadre de la réorganisation de l'administration centrale de l'État, Adolfo Suárez crée le ministère de la Culture et du Bien-être (Ministerio de Cultura y Bienestar), responsable, entre autres, des questions relatives à la jeunesse, à la famille et aux sports, et le ministère de la Santé et de la Sécurité sociale (Ministerio de Sanidad y Seguridad Social), un temps réuni avec le ministère du Travail (Ministerio de Trabajo), en 1981. Quelques mois après leur fusion, les deux derniers sont à nouveau séparés, mais les compétences dans le domaine de la protection sociale passent sous l'autorité du ministère du Travail, qui devient alors le ministère du Travail et de la Sécurité sociale (Ministerio de Trabajo y Seguridad Social).
Lors du remaniement ministériel opéré le 8 juillet 1988, Felipe González annonce la création d'un ministère des Affaires sociales, effective trois jours plus tard. Initialement, le ministère des Affaires sociales était chargé de la conduite, la planification, la coordination et l'évaluation des services sociaux, dans le cadre des obligations de l'État dans le domaine du bien-être social. Il assurait la coopération avec les ONG de l'action sociale, promouvait et assurait autant que possible l'égalité des sexes et la participation des femmes à la vie démocratique, s'occupait de la protection juridique des mineurs, tout en mettant en œuvre des programmes de lutte contre la délinquance juvénile, et assurait la promotion de la communication culturelle et du monde associatif au sein de la jeunesse.
Confirmé en 1989 et 1993, ses compétences ont été étendues à la lutte contre la toxicomanie, l'émigration, l'immigration et aux permis de travail en 1993. Il est intégré en 1996 au ministère du Travail, qui prend de ce fait le titre de ministère du Travail et des Affaires sociales (Ministerio de Trabajo y Asuntos Sociales).
Il faudra alors attendre en 2008 pour que, avec le ministère de l'Égalité (Ministerio de Igualdad), l'Espagne se dote à nouveau d'un ministère chargée des affaires des femmes et de la jeunesse. Il disparaît cependant deux ans plus tard, date à laquelle il est absorbé par le ministère de la Santé. Les autres politiques sociales sont rattachées au ministère de l'Éducation à partir de 2008, puis à celui de la Santé à compter de 2009.
Il est rétabli en janvier 2020, comme ministère des Droits sociaux et de l'Agenda 2030, compétent notamment pour le bien-être social, l'enfance, la jeunesse ou encore le handicap.

## Titulaires
| Nom | Nom | Nom                                             | Dates du mandat | Dates du mandat | Parti   | Gouvernement       |
| --- | --- | ----------------------------------------------- | --------------- | --------------- | ------- | ------------------ |
| |     | Matilde Fernández,                              | 12/07/1988      | 14/07/1993      | PSOE    | González II et III |
| |     | Cristina Alberdi,                               | 14/07/1993      | 06/05/1996      | Aucun   | González IV        |
| |     |                                                 |                 |                 |         |                    |
| |     | Pablo Iglesias (Vice-président du gouvernement) | 13/01/2020      | 31/03/2021      | Podemos | Sánchez II         |
| |     | Ione Belarra                                    | 31/03/2021      | 21/11/2023      | Podemos | Sánchez II         |
| |     | Pablo Bustinduy                                 | 21/11/2023      | en fonction     | Sans    | Sánchez III        |
| Titres successifs : - depuis 2023 : Droits sociaux, Consommation et Agenda 2030 (Derechos Sociales, Consumo y Agenda 2030). |     |                                                 |                 |                 |         |                    |